# Monotes discolor
Monotes discolor är en tvåhjärtbladig växtart som beskrevs av R. E. Fries. Monotes discolor ingår i släktet Monotes och familjen Dipterocarpaceae. Utöver nominatformen finns också underarten M. d. lanatus.